# Stray (videójáték)
A Stray egy 2022-es kalandjáték, amelyet a BlueTwelve Studio fejlesztett és az Annapurna Interactive adta ki kezdetben PlayStation 4, PlayStation 5 konzolokra és Windowsra. A történet egy kóbor macskát követ, aki egy fallal körülvett városba zuhan, amelyet robotok, gépek és mutáns baktériumok népesítenek be. A macska egy B-12 nevű drón társ segítségével igyekszik visszajutni a felszínre. A játékot később kiadták Xbox One és Series X/S konzolokra, macOS-re és Nintendo Switchre is.

## Játékmenet
A Stray egy egyjátékos TPS kalandjáték. A játékos egy kóbor macskát irányít, aki platformokra ugrál, akadályokat mászik meg, és a környezettel való interakció révén új utakat nyit meg, például vödrökbe ugrálva, festékesdobozokat feldöntve, automatákat működtetve vagy tárgyakat kaparva. A történet előrehaladásához a játékosnak rejtvényeket kell megoldania, amelyek gyakran akadályok mozgatásán alapulnak. Választható tevékenységek is elérhetők, mint például az alvás, a nyávogás és a NPC-khez való dörgölőzés, amelyek gyakran reakciót váltanak ki. Egyes szintek nyílt világú elemeket tartalmaznak, így a játékos szabadon barangolhat. A játékost egy B-12 nevű drón kíséri, amely segít a többi karakter nyelvének fordításában, a világban talált tárgyak tárolásában, fény biztosításában, valamint különböző technológiák feltörésében, hogy új utakat nyisson és rejtvényeket oldjon meg. A játék során a játékos B-12 több emlékére is rábukkan, amelyek további háttérinformációkat nyújtanak a történetről. Ezen emlékek többsége opcionális, de néhány a történet előrehaladtával automatikusan elérhetővé válik. A játékos különböző jelvényeket is gyűjthet, amelyek közül több opcionálisan található meg a világban, és amelyeket a macska hátizsákján lehet megjeleníteni. A világot robotok népesítik be, akik gyakran arra kérik a játékost, hogy találjon meg különböző tárgyakat, amelyek további információkat fednek fel és előreviszik a történetet. Néhány robot opcionális feladatokat is ad, például Morusque, aki dalokat játszik el, ha a játékos kottákat talál a nyomornegyedekben. A játékos a világ legtöbb robotjával interakcióba léphet. A Stray kétféle ellenséget tartalmaz, amelyek megölhetik a játékost: a Zurkok, egy nagy, mutálódott baktériumfaj, amely rajokban támad és felfalhatja a macskát; valamint a Sentinel drónok, amelyek azonnal tüzet nyitnak, ha észlelik a játékost. A játék egy részében a játékos egy Defluxor nevű fegyvert csatlakoztathat B-12-höz, amellyel elpusztíthatja a Zurkokat, bár ez csak korlátozott ideig használható, mivel B-12 túlmelegszik, és le kell hűlnie. A játékos a Sentinel drónok látómezőjének elkerülésével rejtőzködhet, amelyet világító fények jeleznek.

## Cselekmény
|  | Alább a cselekmény részletei következnek! |

Miközben négy kóbor macska egy elhagyatott létesítmény romjai között vándorol, egyikük elszakad a többiektől, miután egy szakadékba zuhan, amely egy lakatlan földalatti városba vezet. A macska egy laborra bukkan, ahol segít letölteni egy mesterséges intelligenciát egy apró drón testébe, amely B-12-nek nevezi magát. B-12 elmagyarázza, hogy korábban egy tudósnak segített, de az emlékei nagyrészt megsérültek, és időre van szüksége a helyreállításukhoz. Megígéri, hogy segít a macskának visszajutni a felszínre, és együtt folytatják útjukat a város mélyére. Ahogy egyre beljebb jutnak, felfedezik, hogy bár a város teljesen kihalt emberi élet szempontjából, az emberek által hátrahagyott robotsegédek, az úgynevezett Kompánia-tagok (Companions) még mindig működnek. Az emberek távollétében ezek a robotok öntudatra ébredtek, és saját társadalmat építettek ki a város romjai között, ám ők is csapdába estek a föld alatt. A romokat egy veszélyes mutáns baktérium, a Zurk fertőzte meg, amely az evolúció során képessé vált arra, hogy mind az organikus életformákat, mind a robotokat elpusztítsa és feleméssze. A páros találkozik Momóval, aki az Outsiders nevű csoport tagja. Ez a Kompánia-tagokból álló közösség arra tette fel az életét, hogy megtalálja a felszínre vezető utat. Az Outsiderek segítenek a macskának és B-12-nek eljutni a város Midtown nevű szektorába. Ott rábukkannak Clementine-ra, egy másik Outsiderre, aki egy atommeghajtású akkumulátor ellopását tervezi, hogy energiát biztosítson egy felszínre vezető metrókocsinak. A hármast azonban elfogják és bebörtönzik a Sentinelek, de a macska segít nekik kiszabadulni. Clementine hátramarad, hogy elterelje az őrök figyelmét, miközben a macska és B-12 elmenekülnek a metróval, amely a város irányítóközpontjába viszi őket. B-12 ekkor végre visszanyeri minden emlékét. Kiderül, hogy eredetileg egy emberi tudós volt, aki saját tudatát próbálta feltölteni egy robot testbe, ám a folyamat félresikerült egészen addig, amíg a macska meg nem érkezett. B-12 emlékszik, hogy a várost, Walled City 99-et, azért hozták létre, hogy az emberiséget megvédje egy felszíni katasztrófától, de végül egy járvány teljesen kiirtotta az emberi populációt. Rájön, hogy az emberiség öröksége most már a Kompánia-tagok és a macska kezében van, ezért feláldozza magát, hogy felülírja a város rendszerét. Ez megnyitja a várost fedő robbanásbiztos kapukat, és a napfény elpusztítja a Zurkokat, valamint deaktiválja a Sentineleket. A fő kijárat kinyílik, a macska pedig elhagyja a várost, és kiér a felszínre, ahol megszimatolja a friss levegőt. Ahogy távozik, egy kijelző a kijárat közelében hirtelen villogni kezd és aktiválódik.
|  | Itt a vége a cselekmény részletezésének! |

## Fejlesztés
A BlueTwelve Studio alapítói, Koola és Viv 2015-ben kezdtek el dolgozni a Stray-en, mivel egy független projektet szerettek volna indítani, miután a Ubisoft Montpellier-nél dolgoztak. 2016 áprilisában, miután néhány felvételt megosztottak Twitteren, az Annapurna Interactive felkereste őket, hogy szívesen kiadnák a projektjüket.  Koola és Viv ekkor még csak néhány korai jelenetet fejlesztettek, de már erős irányvonaluk volt a végleges projekttel kapcsolatban. Az Annapurna, amely abban az időben még nem adott ki játékokat, segített a cég felépítésében az évek során, alkalmanként visszajelzésekkel támogatták a fejlesztőket, de alapvetően hagyták, hogy a kreatív szabadság megmaradjon számukra. A stúdió finanszírozása 2017 áprilisában vált hivatalossá, és a fejlesztőcsapat 2017 végére öttagúvá nőtt. A fejlesztés elejétől kezdve Koola és Viv tudták, hogy egy kis csapatot szeretnének fenntartani, mivel jobban szeretnek közvetlen kommunikációval dolgozni. A kis csapat miatt a játék terjedelme idővel csökkent, a fejlesztők arra összpontosítottak, amit fontosnak tartottak. Miután bemutatták a játékot, a csapat a gyártásra akart koncentrálni, és csak akkor kezdték el a marketinget, amikor a fejlesztés a befejezéshez közeledett; úgy találták, hogy a bemutató fogadtatása növelte a nyomást a kiforrott élmény biztosítására.

## Fogadtatás
| Összegzőoldal | Értékelés |
| ------------- | --------- |
| Metacritic    | 83/100    |

| Szerző        | Értékelés |
| ------------- | --------- |
| EGM           | 4/5       |
| Game Informer | 8/10      |
| GameSpot      | 9/10      |
| GamesRadar+   | 4.5/5     |
| IGN           | 8/10      |
| Jeuxvideo.com | 15/20     |
| PC Gamer (US) | 82/100    |
| PCGamesN      | 9/10      |
| The Guardian  | 5/5       |

A Stray "általában kedvező" értékeléseket kapott, a Metacritic értékelő aggregátor szerint.
Az OpenCritic szerint a kritikusok 86%-a ajánlotta a játékot.
Chris Scullion, a Video Games Chronicle munkatársa, a Stray-t az Annapurna Interactive legjobb megjelenései közé sorolta.
Andrew Webster, a The Verge újságírója, az év legjobb játékaiként tartotta számon a Stray-t.
Kelsey Raynor a VG247-től így jellemezte a Stray-t: "egy megható történet a veszteségről, magányról, környezeti pusztulásról".

## Díjak, elismerések

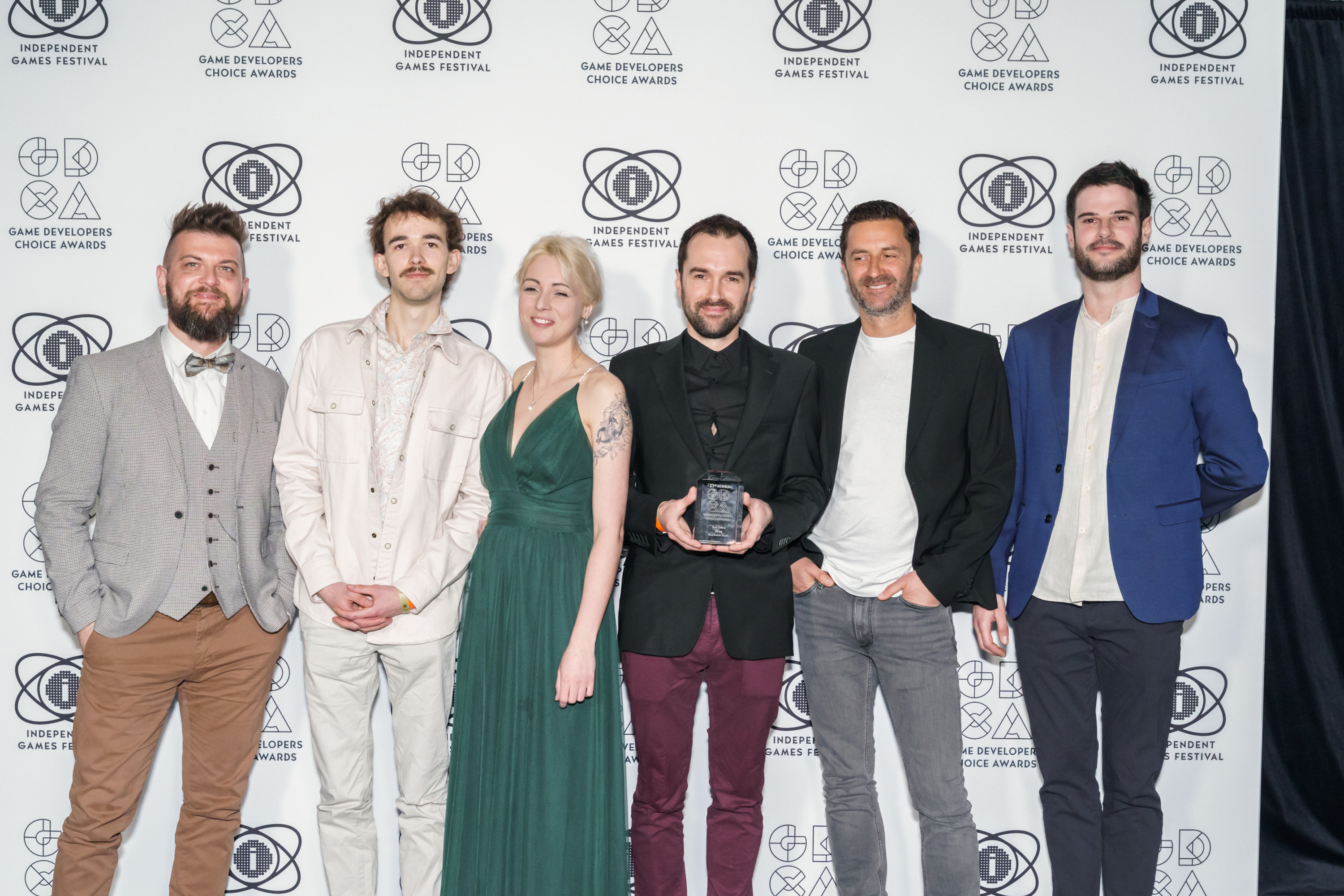
A készítők a Game Developers Choice Awards "Legjobb debütálás" díjával.

| Év   | Díj                             | Kategória                             | Eredmények            |
| ---- | ------------------------------- | ------------------------------------- | --------------------- |
| 2022 | The Game Awards                 | Legjobb indie játék                   | Elnyerte              |
| 2022 | The Game Awards                 | Legjobb debütáló indie játék          | Elnyerte              |
| 2022 | The Game Awards                 | Az év játéka                          | Jelölve               |
| 2022 | The Game Awards                 | Legjobb rendezés                      | Jelölve               |
| 2022 | The Game Awards                 | Legjobb vizuális élmény               | Jelölve               |
| 2022 | The Game Awards                 | Legjobb akció-kalandjáték             | Jelölve               |
| 2022 | Golden Joystick Awards          | Az év PlayStation játéka              | Elnyerte              |
| 2023 | D.I.C.E. Awards                 | Az év játéka                          | Jelölve               |
| 2023 | D.I.C.E. Awards                 | Az év kalandjátéka                    | Jelölve               |
| 2023 | D.I.C.E. Awards                 | Kiemelkedő művészeti rendezés         | Jelölve               |
| 2023 | Game Developers Choice Awards   | Legjobb debütálás                     | Elnyerte              |
| 2023 | Game Developers Choice Awards   | Az év játéka                          | Jelölve               |
| 2023 | Game Developers Choice Awards   | Legjobb hang                          | Jelölve               |
| 2023 | Game Developers Choice Awards   | Legjobb dizájn                        | Jelölve               |
| 2023 | Game Developers Choice Awards   | Innovációs díj                        | Jelölve               |
| 2023 | Game Developers Choice Awards   | Legjobb vizuális alkotás              | Jelölve               |
| 2023 | Game Developers Choice Awards   | Legjobb technológia                   | Tiszteletbeli említés |
| 2023 | Game Audio Network Guild Awards | Legjobb hangdizájn egy indie játéknál | Elnyerte              |
| 2023 | British Academy Games Awards    | Legjobb játék                         | Jelölve               |
| 2023 | British Academy Games Awards    | Legjobb animáció                      | Jelölve               |
| 2023 | British Academy Games Awards    | Legjobb hangtteljesítmény             | Jelölve               |
| 2023 | British Academy Games Awards    | Legjobb debütáló játék                | Jelölve               |
| 2023 | British Academy Games Awards    | Legjobb zene                          | Jelölve               |
| 2023 | British Academy Games Awards    | Legjobb történet                      | Jelölve               |
| 2023 | British Academy Games Awards    | Legjobb eredeti Játékötlet            | Jelölve               |
| 2023 | British Academy Games Awards    | Legjobb technikai teljesítmény        | Jelölve               |
| 2023 | British Academy Games Awards    | EE év játéka                          | Jelölve               |
| 2023 | Nebula-díj                      | Legjobb történetírás                  | Jelölve               |
| 2023 | The Steam Awards                | Leginnovatívabb játékmenet            | Elnyerte              |
| 2023 | The Steam Awards                | Az év játéka                          | Jelölve               |

## Fordítás
Ez a szócikk részben vagy egészben  a   Stray (video game) című angol Wikipédia-szócikk ezen változatának fordításán alapul.  Az eredeti cikk szerkesztőit annak laptörténete sorolja fel. Ez a jelzés csupán a megfogalmazás eredetét és a szerzői jogokat jelzi, nem szolgál a cikkben szereplő információk forrásmegjelöléseként.